# Dubat

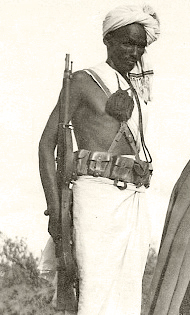
Dubat de Somalie italienne avec un fusil, un fouta et une longe, 1938

Dubat (arabe : العمائم البيضاء(دُوب عد) ; ḍubbāṭ : en français: Turban blanc) était la désignation donnée aux membres des bandes armées semi-régulières employées par le Corps royal des troupes coloniales (Regio Corpo di Truppe Coloniali en italien) au Somaliland italien de 1924 à 1941.
Le mot dubat est dérivé d'une expression somalienne signifiant Le mot dubàt, qui signifie "turbans blancs", provient de la couleur de leur couvre-chef caractéristique (du somali « dub », turban, et « àt », blanc).

## Origine et fonctions
Les Dubats étaient des soldats locaux du Somaliland italien qui ont été employés dans le service militaire italien après la Première Guerre mondiale.
Levés pour la première fois en juillet 1924 par le colonel Camillo Bechis, ils servaient principalement de gardes-frontières et d'infanterie légère, développant une réputation de combattants efficaces. Les Dubats étaient maintenus en tant qu'unités permanentes et étaient mieux entraînés et armés que les irréguliers de la banda tribale levés comme auxiliaires temporaires lorsque les autorités italiennes en avaient besoin en Somalie et dans d'autres colonies.

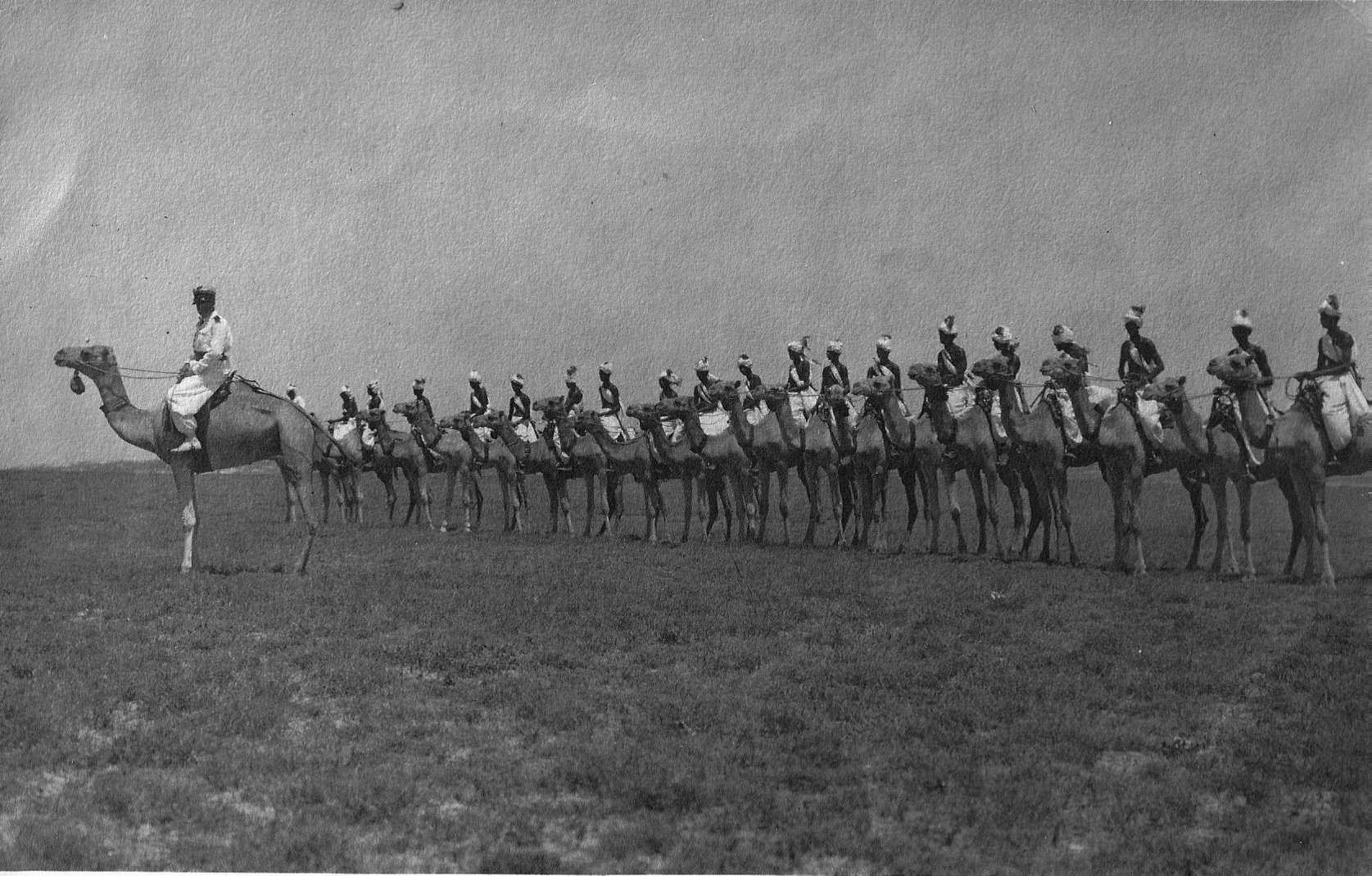
Troupes de chameaux dubats sous les ordres du colonel Camillo Bechis

Les Dubats étaient concentrés le long des frontières du Somaliland britannique, de l'Éthiopie et du l'Afrique orientale britannique (futur colonie et protectorat du Kenya).
Des détachements à dos de chameau étaient également employés pour des patrouilles dans la région de l'Ogaden.

## Tenue vestimentaire, armement et grades
Dès leur création, les dubats portaient le fouta blanc, un vêtement traditionnel somalien ressemblant à un sarong. Ils portaient également de plus petites longueurs de tissu futa en guise de turbans (dub), enroulés autour de leur tête. Le terme dubat (littéralement "turban blanc") est dérivé de cette coiffure.
En 1935-1936, une version kaki du fouta et du turban, comprenant une tunique saharienne, a été adoptée pour les tenues de service,.
Les grades des sous-officiers somaliens étaient distingués par des cordons de cou avec des glands aux extrémités comme suit :
- "capo comandante" (commandant[2]) - vert,
- capo" (sergent[2]) - rouge,
- "sotto-capo" (caporal[2]) - noir[7],[3].

Les officiers commissionnés des Dubats étaient tous italiens. Ils étaient généralement détachés des six bataillons réguliers arabo-somaliens du Corps royal des troupes coloniales, recrutés dans les territoires des actuelles Somalie et Yémen.
Les Dubats étaient armés de fusils Carcano M1891 ou Mannlicher M1895. Ils portaient également des poignards traditionnels somaliens courbés appelés billao.

## Campagnes

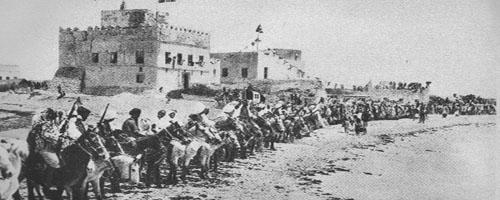
Cavalerie et fort du sultanat de Hobyo, l'une des polices somaliennes dirigeantes contre lesquelles les dubats ont combattu lors de la campagne des sultanats.

Entre 1925 et 27, trois mille Dubats ont participé à la « campagne des sultanats », qui impliquait l'occupation des régions autonomes d'Hobyo, où le sultan Yusuf Ali Kenadid régnait sur le sultanat d'Hobyo, et de Majeerteen (1923-27), où Boqor Osman Mahamud régnait sur le sultanat. Au cours de leurs raids, les Dubats ont atteint Ras Hafun.
À la fin de l'année 1927, les Dubats ont été utilisés pour mener des raids au-delà de la frontière éthiopienne, où des miliciens claniques de Majeerteen s'étaient regroupés à Gorrahei. L'utilisation des irréguliers Dubats pour ces intrusions a permis aux Italiens d'éviter des complications diplomatiques avec l'Ethiopie.
Les quatre bandes initiales ont été portées à dix au début de l'invasion italienne de l'Éthiopie en 1935. Le 5 décembre 1934, un affrontement eut lieu entre un détachement de Dubats occupant l'oasis de Welwel dans l'Ogaden, et des troupes éthiopiennes escortant une commission frontalière. Cet incident a servi de prétexte à la seconde guerre italo-abyssinienne qui a suivi. Près de 20 000 Dubats et autres irréguliers ont servi avec les forces italiennes lors de la conquête de l'Éthiopie en 1936.
Avec l'occupation de l'Éthiopie, les Dubats ont été redéployés dans le désert de l'Ogaden et le long des frontières du Somaliland français et britannique. Ils ont connu une action continue contre les guérillas éthiopiennes à Hararghe.
À la veille de l'entrée de l'Italie dans la Seconde Guerre mondiale, les Dubats ont été réorganisés et intégrés plus étroitement aux unités somaliennes régulières du Corps royal des troupes coloniales. Le 1er groupe Dubats a ensuite fait partie de la colonne du général De Simone lors de l'invasion italienne réussie du Somaliland britannique en août 1940. Les Dubats ont participé à l'attaque de la colonie britannique du Kenya et à la conquête de Moyale et de Buna.
Pendant la campagne d'Afrique de l'Est de 1941, les Dubats ont servi avec le groupe d'armée Pietro Gazzera. Après l'occupation militaire britannique du Somaliland italien en 1941, les Dubats ont été dissous.

## Les Dubats britanniques
Entre 1936 et la fin des années 1950, le gouvernement colonial britannique a maintenu une force de police tribale appelée "Dubas" dans la province nord-orientale (Northern Frontier District) du Kenya, à la frontière du Somaliland. Certains étaient montés sur des chameaux. Les Dubas remplissaient des fonctions similaires à celles de leurs homologues italiens, dont ils s'inspiraient. Ils portaient la même robe blanche indigène, mais avec des turbans rouges.

## Honneurs
- Médaille d'or de la valeur militaire
- Avec le courage de leur race - alimenté par l'amour pour le drapeau et la croyance dans les plus hautes destinées de l'Italie en Afrique, ont donné pendant la guerre, de nombreuses preuves de l'héroïsme le plus brillant. Avec une grande générosité, et une fidélité similaire, ils ont donné leur sang pour la consécration de l'Empire italien. Guerre italo-éthiopienne, 3 octobre 1935 - 5 mai 1936. - 19 novembre 1936.

## Source
- (en) Cet article est partiellement ou en totalité issu de l’article de Wikipédia en anglais intitulé « Dubat » (voir la liste des auteurs).